# 8-я кавалерийская дивизия (СССР)
8-я кавалери́йская Дальневосто́чная Де́бреценская Краснознамённая диви́зия — воинское соединение РККА, принимавшее участие в Великой Отечественной войне в составе Западного фронта, Белорусского фронта, 1-го и 2-го Украинских фронтов.

## История
Дивизия сформирована в 1932 году на базе 9-й кавалерийской бригады в городах Нерчинск и Сретенск Читинской области.
Дислокация на 1935 г.:
управление и части — Ворошилов, кроме:
85-й кавалерийский Кубанский полк, 8-й окао — Камень-Рыболов;
86-й кавалерийский Новозаволжский Красно-Гусарский полк — Липовцы.
Дислокация на 1938 г. — Камень-Рыболов и Троицкое (7-й тп).
Директивой НКО № 4/2/54087 от 7.12.39 г. переводилась на штат типовой кавалерийской дивизии. Конно-артиллерийский полк переформировывался в конно-артиллерийский дивизион, зенитная батарея — в зенитно-артиллерийский дивизион, автотранспортный эскадрон, перевязочный отряд и ПХЗ расформировывались.
К 1.11.40 г. имела:
7091 человек личного состава, в том числе — 673 начальствующего, 1422 младшего начальствующего, 4996 рядового состава; 5839 лошадей, в том числе — 4424 строевых, 919 артиллерийских, 496 обозных; 319 автомашин, в том числе — 17 легковых, 187 грузовых, 115 специальных; 5630 винтовок и карабинов; 179 ручных пулеметов; 65 станковых пулеметов; 22 зенитных пулемета; 16 45-мм пушек, 16 76-мм зенитных пушек, 16 76-мм пушек, 8 122-мм гаубиц; 63 танка Т-26; 15 бронеавтомобилей.
На 22 июня 1941 года дислоцировалась в Уссурийской области Приморского края. Дивизия входила в состав 1-й Краснознаменной армии Дальневосточного фронта.
С мая 1942 по январь 1943 находилась в составе 18-го кавалерийского корпуса (ДВФ). В феврале 1943 передислоцирована на советско-германский фронт. Март-май 1943 в составе 19-го кавалерийского корпуса (Брянский и Центральный фронты). С июня 1943 и до конца войны входила в состав 6-го гвардейского кавалерийского корпуса.

## Награды и почётные наименования
- 7 февраля 1944 года —  орден Красного Знамени — награждена Указом Президиума Верховного Совета СССР от 7 февраля 1944 года за образцовое выполнение боевых заданий командования на фронте борьбы с немецкими захватчиками и проявленные при этом доблесть и мужество.[3]
- 14 ноября 1944 года — Почетное наименование «Дебреценская» — присвоено приказом Верховного Главнокомандующего № 0366 от 14 ноября 1944 года в ознаменование одержанной победы и отличие в боях за взятие города Дебрецена.

Награды частей дивизии:
- 49-й кавалерийский Ново-Заволжский Краснознаменный[4] ордена Богдана Хмельницкого[5] полк;
- 115-й кавалерийский Забайкальский ордена Александра Невского[6] полк;
- 163-й кавалерийский Ульяновский орденов Суворова[4] и Богдана Хмельницкого[6] (II степени) полк;
- 154 танковый ордена Суворова[7] полк;
- 1668-й артиллерийско-миномётный ордена Александра Невского[7] полк;

## Состав
В составе дивизии находились следующие части:
- 49-й кавалерийский полк;
- 115-й кавалерийский полк;
- 163-й кавалерийски полк;
- 154 танковый полк (со 2 августа 1943 года);
- 1668-й артиллерийско-миномётный полк;
- 455-й отдельный дивизион противовоздушной обороны (144-й отдельный зенитный артиллерийский дивизион);
- 37-й (1668-й) артиллерийский парк;
- 1-й отдельный сапёрный эскадрон;
- 10-й отдельный эскадрон связи;
- 12-й отдельный медико-санитарный эскадрон;
- 8-й отдельный взвод химической защиты;
- 4-й продовольственный транспорт;
- 24-й автотранспортный эскадрон;
- 11-й ремонтно-восстановительный эскадрон;
- 8-й взвод подвоза горюче-смазочных материалов;
- 238-й дивизионный ветеринарный лазарет;
- 305-й полевой хлебозавод;
- 138-я полевая почтовая станция;
- 386-я полевая касса Государственного банка СССР.

## Периоды вхождения в состав действующей армии
Дивизия находилась в составе действующей армии в следующие периоды:
- 29 февраля 1943 года — 30 апреля 1943 года;
- 2 августа 1943 года — 20 октября 1943 года;
- 19 декабря 1943 года — 11 мая 1945 года.

## Подчинение
Дивизия входила в состав 1-й армии, 16-го кавкорпуса, 19-го кавкорпуса.
С июня 1943 года и до конца войны в составе 6-го гвардейского кавалерийского корпуса.

## Командиры
- Трейман, Август Яковлевич (27 февраля 1933 — 12 декабря 1934);
- Точенов, Николай Иванович (декабрь 1934 — ноябрь 1936), комдив;
- Собенников, Пётр Петрович (декабрь 1936 — июнь 1938), комбриг;
- Логвиненко, Иван Петрович (6 августа 1938 — 7 октября 1938), полковник;
- Манагаров, Иван Мефодьевич (21 января 1939 года — 18 ноября 1941 года), комбриг, генерал-майор;
- Хрусталёв, Пётр Алексеевич (19 ноября 1941 — 11 мая 1945), полковник, генерал-майор.

## Отличившиеся воины дивизии
- Ершов, Виктор Егорович, красноармеец, наводчик пулемёта 115-го кавалерийского полка. Звание присвоено посмертно Указом Президиума Верховного Совета СССР от 6 мая 1965 года.
- Корсаков, Николай Павлович, сержант, командир расчёта станкового пулемёта 115-го кавалерийского полка. Звание присвоено посмертно Указом Президиума Верховного Совета СССР от 28 апреля 1945 года.
- Хакимов, Нематжан, старший сержант, помощник командира взвода 115-го кавалерийского полка. Звание присвоено посмертно указом Президиума Верховного Совета СССР от 6 мая 1965 года.

## Послевоенная история
- Осень 1945 года — дивизия переформирована в 13-ю механизированную дивизию с местом дислокации г. Дубно Ровенской области (Львовский военный округ).
- Весна 1947 года — расформирована[2].